# Israel International 2013
Die Israel International 2013 im Badminton fanden vom 24. bis zum 26. Oktober 2013 im Kibbuz Hatzor in der Nähe der Stadt Aschdod statt. Nach einer sechsjährigen Pause wurden damit erstmals wieder internationale Meisterschaften von Israel im Badminton ausgetragen.

## Sieger und Platzierte
| Disziplin    | Gold                               | Silber                        | Bronze                             |
| ------------ | ---------------------------------- | ----------------------------- | ---------------------------------- |
| Herreneinzel | Vladimir Malkov                    | Misha Zilberman               | Nathaniel Ernestan Sulistyo        |
| Herreneinzel | Vladimir Malkov                    | Misha Zilberman               | Jan Fröhlich                       |
| Dameneinzel  | Telma Santos                       | Olga Golovanova               | Maja Pavlinić                      |
| Dameneinzel  | Telma Santos                       | Olga Golovanova               | Maja Tvrdy                         |
| Herrendoppel | Vladimir Malkov Vadim Novoselov    | Joe Morgan Nic Strange        | Afik Asulin Amit Elazar            |
| Herrendoppel | Vladimir Malkov Vadim Novoselov    | Joe Morgan Nic Strange        | Itay Elazar Jan Fröhlich           |
| Damendoppel  | Olga Golovanova Viktoriia Vorobeva | Maja Pavlinić Dorotea Sutara  | Dana Danilenko Margaret Lurie      |
| Damendoppel  | Olga Golovanova Viktoriia Vorobeva | Maja Pavlinić Dorotea Sutara  | Dana Kugel Yana Molodezki          |
| Mixed        | Vladimir Malkov Viktoriia Vorobeva | Jan Fröhlich Katerina Zvereva | Misha Zilberman Svetlana Zilberman |
| Mixed        | Vladimir Malkov Viktoriia Vorobeva | Jan Fröhlich Katerina Zvereva | Lior Kroitor Dana Kugel            |